# ذي تشيزكيك فاكتوري
شركة ذي تشيزكيك فاكتوري (بالإنجليزية: The Cheesecake Factory Incorporated) هي شركة سلسلة مطاعم أمريكية وموزع لـ كعك الجبن (تشيزكيك) تدير 220 مطعمًا كامل الخدمات: 206 مطعماً تحت العلامة التجارية «ذي تشيزكيك فاكتوري»، و13 تحت العلامة التجارية «غراند لوكس كافيه»، ومطعم واحد تحت العلامة التجارية «روك شوغار ساوث إيست آيشان كيتشن». تدير الشركة أيضًا منشأتين لإنتاج المخبوزات - في كالاباساس، كاليفورنيا وروكي ماونت، نورث كارولينا. كما ترخّص قائمتين من المخبوزات لمشغلي خدمات الطعام الآخرين تحت علامة «تشيزكيك فاكتوري بيكري كافيه». يمكن أيضًا العثور على منتجاتها من كعك الجبن وغيرها من السلع المخبوزة في مقاهي متاجر بارنز ونوبل.
افتتح ديفيد إم. أوفرتون، مؤسس الشركة، أول مطعم لتشيزكيك فاكتوري في عام 1978 في بيفرلي هيلز، كاليفورنيا. اعتمد المطعم على نمط سلسلة المستقبل المتمثلة في تقديم قائمة انتقائية وكميات كبيرة وتقديم كعك الجبن باعتباره منتجه المميز.
كان الفرع الأول الذي يتم افتتاحه خارج الولايات المتحدة في الشرق الأوسط، حيث افتتح بدبي في يناير 2011 مطعم لذي تشيزكيك فاكتوري في دبي مول، وفي السنوات التالية تبعه فروع أخرى في الإمارات، الكويت، السعودية، قطر، ولبنان. كما تم افتتاح فروع في الصين، المكسيك، كندا، وهونغ كونغ.
في عام 2020، صنفت مجلة فورتشن شركة ذي تشيزكيك فاكتوري في المرتبة 12 في قائمة أفضل 100 شركة للعمل في الولايات المتحدة لعام 2020 بناءً على استطلاع رأي حول رضا الموظفين.

## التاريخ
تم تأسيس ذي تشيز فاكتوري بواسطة إيفلين أوفرتون. قررت السيدة إيفلين أولاً فتح مشروع تجاري صغير بعد تمكنها من صنع كعك جبن لصاحب عمل زوجها أوسكار، وذلك في عام 1949. ثم فتحت متجرًا صغيرًا لبيع كعك الجبن في ديترويت بولاية ميشيغان في أواخر الخمسينيات، لكنها تخلت عنه في النهاية لتربية طفليها. واصلت توفير الكعك للعديد من المطاعم المحلية من خلال مطبخ في قبو منزلها. في عام 1972، انتقل أوسكار وإيفلين إلى منطقة وودلاند هيلز في لوس أنجلوس حيث افتتحوا مخبزًا بالجملة وأنتجوا كعك الجبن والحلويات الأخرى للمطاعم المحلية.
في عام 1978، افتتح ديفيد، ابن إيفلين، مطعمًا صغيرًا للسلطة والشطائر في بيفرلي هيلز، حيث باع 10 أصناف من كعك الجبن في قائمة الطعام. في عام 1983، افتتح مطعمًا ثانيًا في «مارينا ديل ري». بحلول عام 1987، توسع موقع بيفيرلي هيلز إلى مطعم به 78 مقعدًا وكان يشهد نجاحًا ماليًا كبيرًا. أدى ذلك إلى افتتاح فرع ثالث أكبر في شاطئ ريدوندو، والذي تم تجديده في النهاية ليصبح 300 مقعدًا بمساحة 21,000 قدم مربع (2,000 متر مربع). بحلول نهاية الثمانينيات، توسعت قائمة الطعام لذي تشيزكيك فاكتوري، وقدم المطعم وجبات سريعة إضافية وعناصر طلبات قصيرة.

### التوسع
افتتح في التسعينيات أول مطعم خارج جنوب كاليفورنيا. حيث افتتح مطعم جديد في واشنطن العاصمة، ثم تأسست شركة ذي تشيزكيك عام 1992 وأصبحت شركة عامة في سبتمبر 1993. خطّط ديفيد أوفرتون لافتتاح ثلاث أو أربع وحدات سنويًا على أمل تحقيق زيادة بنسبة 25٪ في المبيعات سنويًا.
بدأت الشركة في تغيير قائمتها مرتين في السنة وإضافة عناصر تشمل شرائح اللحم والمأكولات البحرية والأطباق النباتية. واصلت الشركة افتتاح مطاعم جديدة. اعتبارًا من أبريل 2013، كانت الشركة تقوم بتشغيل 162 مطعمًا تحت اسم ذي تشيزكيك فاكتوري في 36 ولاية. افتتح المجمع التجاري Plaza Las Américas في سان خوان، بورتوريكو، أول مطعم لذي تشيزكيك فاكتوري في 28 أغسطس 2013.

### خارج الولايات المتحدة
توسعت سلسلة ذي تشيزكيك فاكتوري لتشمل الأسواق الدولية من خلال اتفاقيات الترخيص لشركات أخرى لتشغيل الامتيازات. تم افتتاح أول متجر خارج الولايات المتحدة في دبي مول في أغسطس 2012 كامتياز عبر اتفاقية ترخيص.
في 25 يناير 2011، توسعت الشركة في منطقة الشرق الأوسط بالشراكة مع مجموعة الشايع عبر تقديم الامتياز. تم افتتاح المطعم الذي يضم 300 مقعدًا في 16 أغسطس 2012 في دبي مول. وهو أول موقع لذي تشيزكيك فاكتوري خارج الولايات المتحدة.
في مايو 2014، أعلن المطعم أنه سيفتتح أول فرع له في شرق آسيا. وتم افتتاح الفرع في 16 يونيو 2016 في ديزني تاون في بودونغ، شنغهاي، الصين.
في 1 ديسمبر 2015، افتتح الفرع الثامن في الشرق الأوسط في مركز فردان للتسوق في بيروت، لبنان وحضر الافتتاح عدد من إدارة الشركة، بما في ذلك مديرين من الولايات المتحدة ودبي. كما ظهر ذي تشيزكيك فاكتوري لأول مرة في الدوحة، عبر افتتاحه في مول قطر، كما افتتح فرعين آخرين في فيلاجيو والدوحة فستيفال سيتي.
اعتبارًا من مايو 2018، تضم السلسلة أحد عشر مطعمًا في الشرق الأوسط: أربعة في دبي (دبي مول ومول الإمارات ومساكن شاطئ جميرا ودبي فستيفال سيتي) وثلاثة في الكويت (أرابيلا وسدرة وأفنيوز مول - والذي كان افتتاح فرع ذي تشيزكيك فاكتوري رقم 160)، اثنان في المملكة العربية السعودية (الرياض وجدة)، بالإضافة إلى مطعمين في أبو ظبي.
توجد فروع في المجمعين التجاريين بارك دلتا وسينترو سانتا في العاصمة المكسيكية مكسيكو سيتي.
في 12 أبريل 2017، أعلنت الشركة أنها ستتوسع في كندا، في نوفمبر 2017، تم افتتاح أول موقع كندي في مركز تسوق يورك دايل في تورنتو، أونتاريو.
في مايو 2017، تم افتتاح فرع في هونغ كونغ في المجمع التجاري هاربور سيتي في حي تسيم شا تسوي بمقاطعة ياو تسيم مونغ.

## جائحة كورونا
في 18 مارس 2020، أبلغ أوفرتون الملَّاك أن مطاعمه لن تكون قادرة على دفع الإيجار لشهر أبريل بسبب خسائر مالية كبيرة نتيجة لوباء كورونا، لكنه سيستأنف دفع الإيجارات في أقرب وقت ممكن.

## قضايا قانونية
في 4 ديسمبر 2020، وجهت لجنة الأوراق المالية والبورصات الأمريكية التهم الموجهة إلى «ذي تشيزكيك فاكتوري» بتهمة تضليل المستثمرين أثناء جائحة كوفيد- 19 ودفعت الشركة غرامة قدرها 125 ألف دولار دون التكلم بنتائج الأمر.

## الثقافة الشعبية
في المسلسل الكوميدي الأمريكي نظرية الانفجار العظيم، الذي عُرض منذ 2007 و2019، عملت بيني لوقت طويل في «ذي تشيزكيك فاكتوري»، كما عملت صديقتها برناديت أيضاً، وكان أصدقائهم يرتادون المطعم.
تم عرض «ذي تشيزكيك فاكتوري» بشكل ساخر على قناة نيكولوديون في مسلسل اي كارلي وظهر باسم «مستودع التشيزكيك».

## روابط خارجية
- الموقع الرسمي
- Grand Lux Café
- RockSugar Pan Asian Kitchen نسخة محفوظة 3 ديسمبر 2019 على موقع واي باك مشين.